# The Ultimate Doom
A The Ultimate Doom egy  kiegészítő csomag a Doom videójátékhoz, amelyet az id Software készített, majd 1995. április 30-án a GT Interactive adta ki. A csomag egy 9 pályás bónusz fejezetet tartalmaz, ami a Thy Flesh Consumed nevet kapta. A kiegészítőt boltokban is és találkozóhelyeken is árusították dobozos kiszerelésben, s hogy a rajongókhoz is hű maradjon az id Software, elérhetővé tette ingyenesen azoknak a kiegészítő csomagot, akiknek már megvolt az eredeti Doom: csak egyszerűen le kellett tölteniük a frissítést, aktiválniuk és máris beépült a játékba a The Ultimate Doom negyedik fejezete.

## Fejlesztés
A kiegészítő csomagot John Romero, American McGee és Shawn Green tervezte, aki felkért két újonc pályatervezőt a rajongók közül, név szerint John Andersont (aki később John Romeróval együtt készítette el a Daikatanát) és Tim Willits-et (aki később az id fő tervezője lett), hogy segítsenek nekik megszerkeszteni a pályákat és hogy kiegészítsék a csapatot. Miközben ők a pályákon dolgoztak, a három id-s tag a grafikán dolgozott.
Miután elkezdték a csomagot összeállítani és az id Software több más projektekbe is beruházott, nem tervezték a készítők, hogy különösebb történetet adjanak a játéknak, inkább az akció elemekre koncentráltak, amely úgyis a játék központja volt. Az eredmény az lett, hogy a pályák letisztulatlanok lettek és nem egészen egyértelmű, hogy hol is játszódik az negyedik fejezet, mert lehet vagy a Földön, vagy a pokolba vagy valahol a kettő között. A játékban lévő utolsó üzenet vitathatóan azt mutatja, hogy a tervezők nem a történetre vagy egyéb esztétikus dolgokra koncentráltak, hanem a játék pályáira.
Néhány újdonságot azért tartalmaz a kiegészítő, de ezek már a Doom II-be is bekerültek: új típusú szektorok, kulcsra aktiválható kapcsolók és gyorsan záródó ajtók. Továbbá John Romero megváltoztatta az játék legelső epizódjának első pályáját is, mégpedig beépített egy külteret a pálya elejére, amely még több teret adott a deathmatch játékosoknak.

## Motor
Néhány új kóddal bővült a játék motorja, vagyis a Doom-motor, mégpedig néhány string-gel, a negyedik epizód demójával, illetve a hatodik és az utolsó pályán található főellenségen is változtattak. A programozók kijavítottak néhány hibát is, mint például azt, hogy a Lost Soul nevű ellenségek nem tudjanak se a plafonnál se a padlónál ugrálni.